# Mesonemurus guentheri
Mesonemurus guentheri är en insektsart som beskrevs av Hölzel 1970. Mesonemurus guentheri ingår i släktet Mesonemurus och familjen myrlejonsländor. Inga underarter finns listade i Catalogue of Life.